# 돌멩이 수프

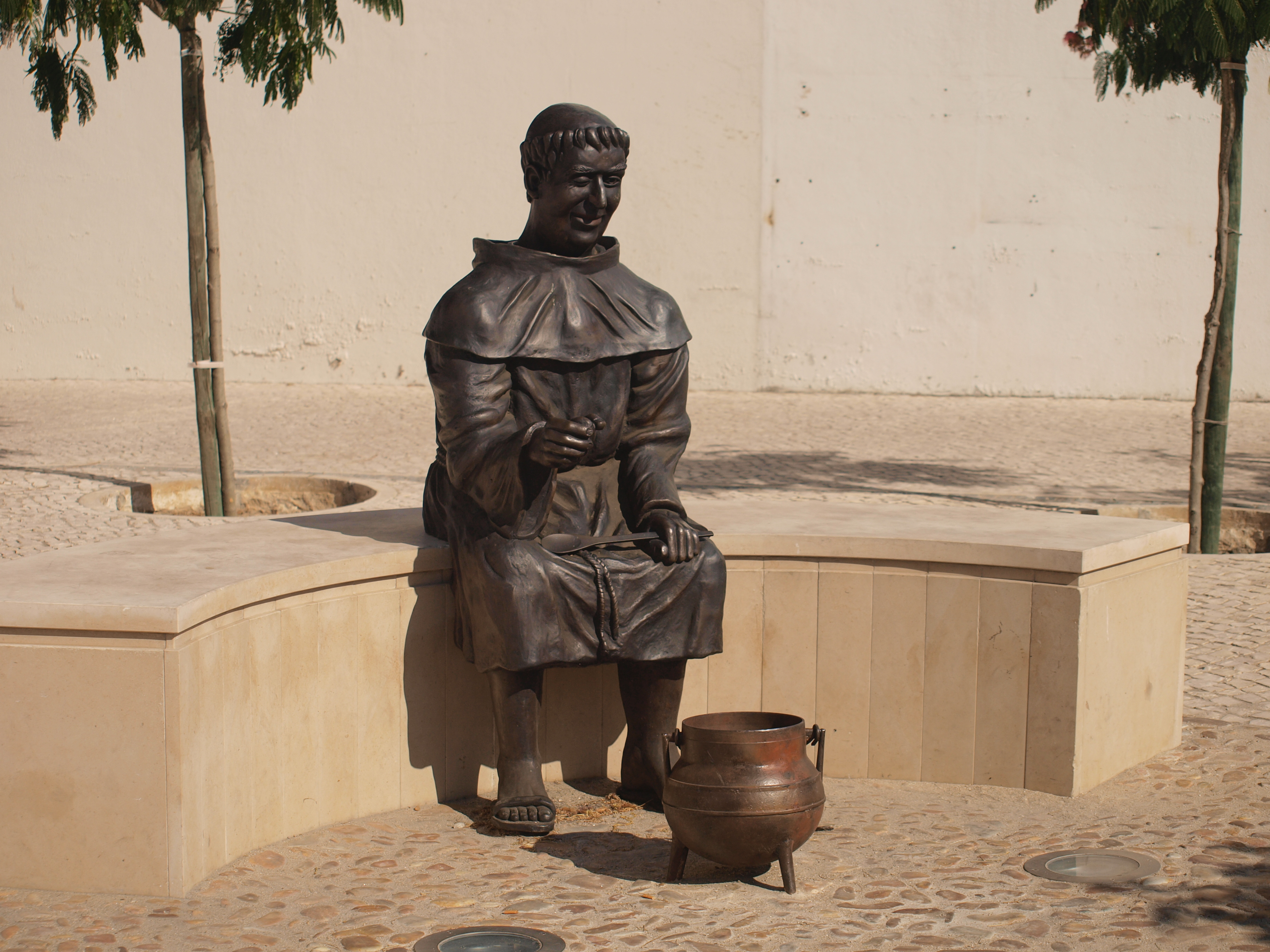
포르투갈 알메이림의 수도사와 돌멩이 수프(sopa da pedra)의 동상

돌멩이 수프 또는 스톤 수프(stone soup)는 배고픈 낯선 사람들이 마을 사람들에게 식사를 만들기 위해 각자의 음식을 조금씩 나누어 먹도록 설득하는 유럽의 민화이다. 다양한 전통에서 돌은 일반적으로 먹을 수 없는 다른 물체로 대체되었으므로 이 우화는 도끼 수프(axe soup), 단추 수프(button soup), 못 수프(nail soup), 볼트 수프(bolt soup), 나무 수프(wood soup)로도 알려져 있다.

## 같이 보기
- 공유지의 비극